# Victor Halperin
Victor Halperin (* 24. August 1895 in Chicago, Illinois; † 17. Mai 1983 in Benton, Arizona) war Regisseur, Autor und Produzent von zahlreichen Filmen. Halperin wurde bekannt als Regisseur von Horrorfilmen, drehte jedoch mit Nation Aflame auch einen gegen Rassismus gerichteten Film. Dieser Film basierte auf einer Novelle des rassistischen Autors Thomas Dixon.

## Filmographie
- 1943:	The Lone Star Trail (Autor)
- 1942:	Girls' Town (Regisseur)
- 1939:	Torture Ship (Regisseur)
- 1939:	Buried Alive (Regisseur)
- 1937:	Nation Aflame (Regisseur / Produzent)
- 1936:	I Conquer the Sea (Regisseur / Produzent)
- 1936:	Revolt of the Zombies (Regisseur)
- 1934:	Bachelor Bait (Autor)
- 1933:	Supernatural (Regisseur / Produzent)
- 1932:	White Zombie (Regisseur)